# Redoutable (S611)
O Redoutable (S611) foi a embarcação líder da  classe homônima de Submarino lançador de míssil balístico, sendo o primeiro submarino francês de propulsão nuclear.
Encomendado em novembro de 1964, foi lançado ao mar em 29 de março de 1967 em uma cerimônia que contou com a presença do general Charles de Gaulle.
Batizado de Redoutable ( "formidável" ou "temível", em língua francesa) foi o primeiro submarino francês do tipo SNLE (Sous-marin nucléaire d'Lanceur Engins, "Submarino nuclear de lançamento de mísseis") sendo equipado com 16 mísseis balísticos M1, de 450kt  de potência e alcance de 2.000 quilômetros. A embarcação seria comissionada em 1 de dezembro de 1971, partindo para sua primeira misssão de patrulha em 28 de janeiro do ano seguinte.
Em 1974, foram instalados mísseis M2, e mais tarde com o M20, cada um proporcionando 1Mt de potência a um alcance de mais de 3000 km. O foi o único navio de sua classe que não fora equipado com o M4 míssil. 
O Redoutable teve sua última missão em abril de 1991 participando da operação Jubarte, onde participou de um exercício de adestramento de novas tripulações para os  SNLE.
Após 20 anos de serviço em um total de 51 missões de patrulhas, 3469 dias em alto mar e 83500 horas submerso,  o Redoutable foi aposentado em 13 de dezembro de 1991. 
Em 2000, a embarcação foi retirada da água e preparada (onde fora retirado o reator nuclear e o armamento) para ser exposta na Cité de la mer, um museu maritimo localizado em Cherbourg-Octeville . Desde 2002 quando o museu foi aberto, o Redoutable passou que passou a ser o maior submarino aberto ao público em todo o mundo.